# William Cameron (acteur)
Pour les articles homonymes, voir William Cameron et Cameron.
William Cameron est un acteur américain né le 21 janvier 1955 à Washington, Pennsylvanie (États-Unis).

## Filmographie
- 1985 : Le Jour des morts-vivants (Day of the Dead) : Featured Zombie
- 1990 : Innocent coupable (Criminal Justice) (TV) : Mitchell
- 1990 : La Nuit des morts-vivants (Night of the Living Dead) : The Newsman
- 1991 : Bump in the Night (TV) : Roger Freemantle
- 1991 : The 10 Million Dollar Getaway (TV) : Stanley Collins
- 1991 : Présumé Coupable (Guilty Until Proven Innocent) (TV) : Nat Laurendi
- 1991 : Dead and Alive: The Race for Gus Farace (TV) : Howard Blum
- 1992 : Hoffa : State Trooper
- 1992 : Lorenzo (Lorenzo's Oil) de George Miller : Pellerman
- 1993 : La Part des ténèbres (The Dark Half) : Officer Hamilton
- 1994 : A Promise Kept: The Oksana Baiul Story (TV) : Newsman
- 1995 : Houseguest de Randall Miller : Jerry Jordon
- 1995 : Mort subite (Sudden Death) : Secret Service agent
- 1996 : The Assassination File (TV) : Agent #2